# カッコーの巣の上で
『カッコーの巣の上で』（カッコーのすのうえで、原題: One Flew Over the Cuckoo's Nest）は、1975年のアメリカ映画。
原作はケン・キージーが1962年に発表した同名のベストセラー小説。精神異常を装って刑務所での強制労働を逃れた男が、患者の人間性までを統制しようとする病院から自由を勝ちとろうと試みる物語である。
いわゆるアメリカン・ニューシネマの代表作の一つであり、アメリカでは興行収入1億ドルを超える大ヒットになった。
1998年にアメリカン・フィルム・インスティチュートが選出したアメリカ映画ベスト100では20位に、2006年に選出した感動の映画ベスト100では17位に、2007年に選出したアメリカ映画ベスト100（10周年エディション）では33位にランクインしている。
2012年に英『Total Film』誌が「映画史に残る演技ベスト200（The 200 Greatest Movie Performances of All Time）」を発表し、第1位にこの映画でのジャック・ニコルソンの演技が選ばれた。
クリストファー・ロイドの初映画出演作でもある。
2020年9月18日には前日譚となる看護婦長ラチェッドを主人公としたドラマシリーズ『ラチェッド』がNetflixで配信されている。

## あらすじ
刑務所から逃れるため詐病によって精神病院に入院してきた主人公のマクマーフィー。向精神薬を飲んだふりをしてごまかし、婦長の定めた病棟のルールに片っ端から反抗していく。グループセラピーなどやめてテレビでワールドシリーズを観たいと主張し、他の患者たちに多数決を取ったりする。最初は患者たちは決められた生活を望むが、マクマーフィーとともに生活をするうちに彼に賛同するようになる。またほかの患者と無断で外出し船に乗せて、マクマーフィーの女友達とともに海へ釣りへ行く。こうした反抗的な行動が管理主義的な婦長の逆鱗に触れ、彼女はマクマーフィーが病院から出ることができないようにしてしまう。
ある日患者が騒動を起こした際、止めようとしたマクマーフィーも一緒に、懲罰である電気けいれん療法を受けさせられてしまう。マクマーフィーは、しゃべることのできないネイティブアメリカンであるチーフとともに順番を待っていたが、実際は彼がしゃべれないフリをしていることに気づき、一緒に病院から脱出しようと約束する。しかしチーフは、自分は小さな人間だとその誘いを断る。
クリスマスの夜、マクマーフィーは病棟に女友達を連れ込み、酒を持ち込んでどんちゃん騒ぎをやる。一騒ぎ終わった後の別れ際になって、ビリーが女友達の一人を好いていることに気づく。ビリーはマクマーフィーに可愛がられていた。マクマーフィーは女友達に、ビリーとセックスをするよう頼み込み、二人は個室に入っていく。二人の行為が終わるのを待っている間、酒も廻り、ついに寝過ごしてしまう。
翌朝、乱痴気騒ぎが発覚し、そのことを婦長からビリーは激しく糾弾され、母親に報告すると告げられる。そのショックでビリーは自殺してしまう。マクマーフィーは激昂し、彼女を絞殺しようとする。婦長を絞殺しようとしたマクマーフィーは他の入院患者と隔離される。チーフはついに逃げ出すことを覚悟し、マクマーフィーを待っていたが、戻ってきたマクマーフィーは病院が行った治療（ロボトミー）によって、もはや言葉もしゃべれず、正常な思考もできない廃人のような姿になっていた。チーフはマクマーフィーを自らの手で窒息死させた後、窓を破り精神病院を脱走する。

## キャスト
- ジャック・ニコルソン - ランドル・パトリック・マクマーフィー（英語版）
- ルイーズ・フレッチャー - 看護婦長 ラチェッド（英語版）
- マイケル・ベリーマン - エリス
- ウィリアム・レッドフィールド - ハーディング
- ブラッド・ドゥーリフ - ビリー・ビビット
- クリストファー・ロイド - テイバー
- ダニー・デヴィート - マティーニ
- ヴィンセント・スキャヴェリ - フレドリクソン
- スキャットマン・クローザース - タークル
- シドニー・ラシック - チャーリー・チェズウィック
- ウィル・サンプソン - チーフ・ブロムデン
- マーヤ・スモール - キャンディ

## スタッフ
- 監督:ミロス・フォアマン
- 日本語字幕：エンフ（劇場公開版）[4]、太田直子（ワーナー版）[5]

## 作品解説
原作者はケン・キージー（邦訳は『カッコーの巣の上で』 岩元巌訳、冨山房、新版1996年）。邦題は旧版は「郭公の巣」だったが、後に映画タイトルに合わせ改題。なお、原作での主人公はチーフであり、物語はその視点で描かれている。映画化に至るまでに監督は非常に苦難の道のりを辿ったと言われる。
原作が発表された翌年に、デール・ワッサーが脚本化、カーク・ダグラス主演で上演された。日本でもデール・ワッサーの戯曲をもとに劇団四季や加藤健一事務所等により、何度も上演された。題名は『カッコーの巣の上を』とする場合もある。
映画化に際して、父親のカーク・ダグラスから権利を受け継いだマイケル・ダグラスは本作品でプロデューサーを務め、アカデミー賞を受賞している。

### タイトルとストーリーの由来
いずれの邦題も一読して意味を理解することは難しいが、原題は最後にチーフという名の患者が1人（one）で自由を求めて、cuckoo＝crazy、つまり精神病を患う人の集まる精神病院（cuckoo's nest）から飛び出して脱出する（flew over）ことを象徴しており、もともとの由来はマザー・グースの詩「カッコウの巣の上に」である。
Vintery, mintery, cutery, corn,

Apple seed and apple thorn;

Wire, briar, limber lock,

Three geese in a flock.

One flew east,

And one flew west,

And one flew over the cuckoo's nest.—Vintery, mintery, cutery, corn、Mother Goose（マザー・グース）
米文学者の舌津智之は、原題の直訳は『カッコーの巣の上“を”』となるはずだとしつつも、「童謡ではさらに、巣の上を飛ぶ鳥が急降下して巣の中にいる一羽の鳥を外へ出す、というストーリーを語るのだが、これは精神病院に送られた主人公が病院内の仲間の脱走を促す、という作品プロットを透かし出す。しかし、そこまで理解できるはずのない日本人読者には、とある場所「“で”」の出来事であるとひとまず伝えるのが良い。親切な意図的誤訳である」としている。
また「カッコーの巣」は、「精神病院」の蔑称のひとつである。

### 作中描写への批判
本作劇中では、本人や家族の同意を得ないまま「お仕置き」として電気けいれん療法（ECT）が行われており、これらの描写は精神障害やその治療への見方を大きく変えてしまったという批判がある。

## 受賞
第48回アカデミー賞にて、作品賞、監督賞、主演男優賞、主演女優賞、脚色賞と主要5部門を独占した。ちなみに、これら主要5部門の獲得は1934年に受賞した『或る夜の出来事』以来、実に41年ぶりの快挙であった。
受賞

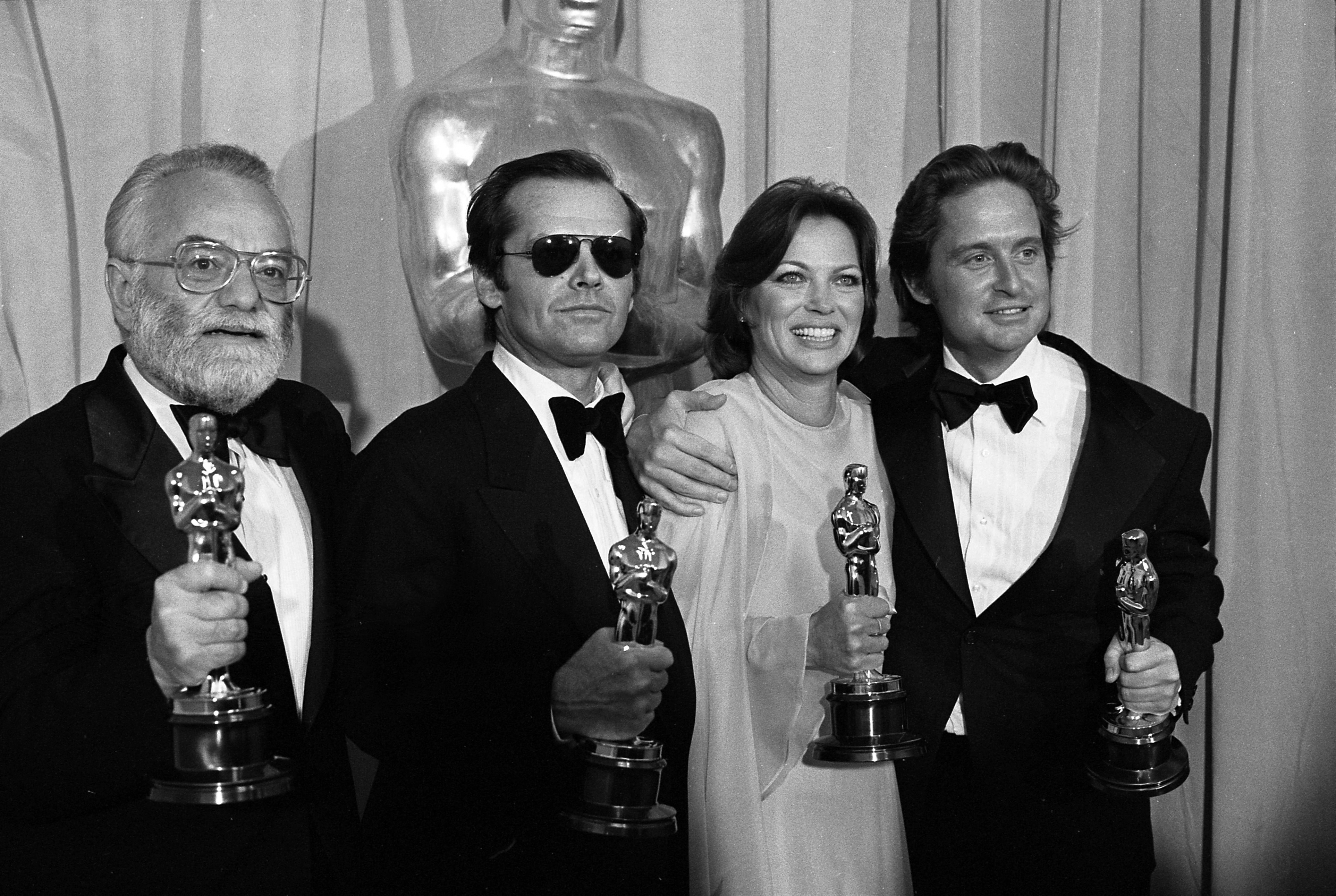
アカデミー賞授賞式でオスカー像とともにポーズをとるソウル・ゼエンツ、ジャック・ニコルソン、ルイーズ・フレッチャー、マイケル・ダグラス（1976年）

- 作品賞 - ソウル・ゼインツ、マイケル・ダグラス
- 監督賞 - ミロス・フォアマン
- 主演男優賞 - ジャック・ニコルソン
- 主演女優賞 - ルイーズ・フレッチャー
- 脚色賞 - ローレンス・ホーベン、ボー・ゴールドマン

ノミネート
- 助演男優賞 - ブラッド・ドゥーリフ
- 撮影賞 - ハスケル・ウェクスラー、ビル・バトラー
- 編集賞 - シェルドン・カーン、リンジー・クリングマン、リチャード・チョウ
- 作曲賞 - ジャック・ニッチェ

## 日本語版ソフト
日本での映像ソフトは当初松竹富士からVHSとLDが発売され、1998年以降はワーナーからVHSとDVDが発売されている。

## その他
- 劇中で激しく対立する役を演じたニコルソンとフレッチャーは、オスカー受賞後の記念撮影では互いにキスして喜び合っている[17][18]。
- 原作の小説を基に世界各国で舞台化されている[19]。2014年には小栗旬の主演、河原雅彦の演出・上演台本で日本公演が行われた[19]。
- 本作の撮影監督はハスケル・ウェクスラー単独でクレジットされているが、ウェクスラーは撮影開始から31日間で降板している。以降はビル・バトラーが後を引き継いで残り30日間の撮影を担当した。バトラーが別の仕事に移った後もボートのシークエンスが残っていたため、その撮影はウィリアム・A・フレイカーが担当した[20]。